# علي إقبال الدولة
إقبال الدولة علي بن مجاهد العامري حاكم طائفة دانية والجزائر الشرقية في عهد ملوك الطوائف.

## سيرته
ولد علي إقبال الدولة لمجاهد العامري مؤسس طائفة دانية والجزائر الشرقية عام 400 هـ. ولما غزا والده سردينيا عام 406 هـ، اصطحب مجاهد أهله وفيهم علي معه. وفي محرم 407 هـ، تعرض مجاهد لهزيمة كبيرة أجبرته على الفرار، تاركًا أهله وابنه علي في الأسر. استطاع مجاهد أهله، بينما ظل علي 10 سنوات أسيرًا لدى أهل سردينيا قبل أن يقبلوا فيه الفداء. عاد علي من الأسر، وهو يعرف الفرنسية والقشتالية وينظم الشعر بهما، ويدين بدين أهل الجزيرة، فعني أبوه بتعليمه الإسلام، فعاد علي إلى دين الإسلام بعد فترة. وفي غياب علي، اختار مجاهد ابنه حسن سعد الدولة لولاية عهده، فلما عاد علي جعله مجاهد وليًا لعهده.
وبعد وفاة مجاهد عام 436 هـ، خلفه علي وتلقب بلقب إقبال الدولة. أثار ذلك غضب حسن، فسار إلى صهره وزوج أخته المعتضد بن عباد في إشبيلية، واشتكى له ما رآه اغتصاب أخيه لحقه في الملك. واتفقا على أن يعاونه المعتضد بأحد فتيانه لاغتيال علي. قرر المتآمرون أن يتم التنفيذ يوم جمعة عقب الصلاة، لتعود علي على التنزه على الشاطيء بعد الصلاة. وفي ذاك اليوم، كان حسن خلف أخيه، وانتهز مروره من زقاق ضيق، وطعنه طعنة أصابت يده. ثم حاول أن يجهز عليه، لكن عليًا قاومه. فيما أدرك رجال علي فتى المعتضد وقتلوه، وفرّ حسن إلى بلنسية، حيث لجأ إلى زوج أخته عبد الملك بن عبد العزيز المظفر، وظل في كنفه حتى وفاته.
حافظ علي على علاقات ودية مع جيرانه، وثّقها بالمصاهرة، فزوّج بناته لملوك الطوائف، وجعلهن عيونًا على أزواجهن، فتزوجهن المعتمد بن عباد صاحب إشبيلية والمعتصم بن صمادح صاحب ألمرية، وتزوج المعتضد بن عباد وعبد الملك بن عبد العزيز المظفر من أختيه، وتزوج هو من ابنة أحمد المقتدر بالله صاحب سرقسطة. كما اتبع سياسة التسامح مع المسيحيين في مملكته، والتي انتهجها من قبله أبيه.
وقد عُرف عنه خلاله الحسنة، وحسن سيرته. ففي عهده، ساد دانية السلام والرخاء، وازدهرت أحوالها وتجارتها. وفي عام 447 هـ، أغاث أهل مصر في عهد المستنصر بالله الفاطمي أيام الشدة المستنصرية، حيث بعث إلى الإسكندرية مركبًا مشحونًا بالغلال، فردها المستنصر بالأموال والتحف. وكان كأبيه مؤثرًا للعلوم الدينية، مكرماً لأهلها.
في آخر عهده، ساءت العلاقات بينه وبين صهره أحمد المقتدر بالله صاحب سرقسطة، فسار المقتدر في قواته إلى دانية وحاصرها، فسلمه علي المدينة على أن يؤمنه على نفسه وأهله، فوافق المقتدر، ودخلها في شعبان 468 هـ، وأخذه المقتدر معه إلى سرقسطة، وظل بها حتى وفاته عام 474 هـ.